# Giải vô địch bóng đá thế giới 1938
Giải bóng đá vô địch thế giới 1938 (tên chính thức là Coupe du Monde 1938) là giải bóng đá vô địch thế giới lần thứ 3, và đã được tổ chức từ ngày 4 tháng 6 đến ngày 19 tháng 6 năm 1938 tại Pháp. Đây là lần thứ hai giải bóng đá vô địch thế giới được tổ chức tại châu Âu sau lần đầu tiên là vào năm 1934 tại Ý.
Sau 16 ngày và 18 trận đấu, Ý đã bảo vệ được danh hiệu vô địch thế giới của mình và là đội đầu tiên làm được điều này. Đây cũng là kỳ World Cup cuối cùng trong 3 kỳ World Cup đầu tiên trước khi Giải đấu bị gián đoạn trong 2 kỳ tiếp theo (1942 và 1946) vì Chiến tranh thế giới thứ hai.

## Vòng loại
37 đội bóng tham dự vòng tuyển để chọn ra 16 đội vào vòng chung kết. Nước chủ nhà Pháp và đội đương kim vô địch thế giới Ý được quyền vào thẳng vòng chung kết.
Lý do Pháp được chọn cho lần giải này đã làm mất lòng nhiều nước vì họ tin rằng lần này phải được tổ chức tại Nam Mỹ (sau khi đã được tổ chức tại châu Âu lần trước). Do đó, hai đội: Argentina và Uruguay đã không tham dự vòng loại. Đội tuyển bóng đá quốc gia Áo, sau khi đã qua vòng tuyển, đã phải rút ra vì khi giải vô địch xảy ra thì Áo bị Đức Quốc xã chiếm. FIFA mời đội Anh thay thế vào chỗ của Áo nhưng họ tiếp tục từ chối. Vì lý do đó, đội Thụy Điển là đội duy nhất không phải đấu vòng một mà trực tiếp được vào vòng hai vì đội Áo là đối thủ được bốc thăm sẽ đấu với họ ở vòng một. Giải đấu này đánh dấu cho đội Indonesia khi là đội đầu tiên đến từ châu Á giành quyền tham dự giải với tên gọi Đông Ấn Hà Lan.

## Địa điểm thi đấu
| Colombes (khu vực Paris)      | Marseille | Paris | Bordeaux                |
| ----------------------------- | --- | --- | ----------------------- |
| Sân vận động Olympic Colombes | Sân vận động Vélodrome                                                                                             | Sân vận động Công viên các Hoàng tử                                                                                | Parc Lescure            |
| Sức chứa: 60.000              | Sức chứa: 48.000                                                                                                   | Sức chứa: 40.000                                                                                                   | Sức chứa: 34.694        |
|                               | | |                         |
| Strasbourg                    | AntibesBordeauxLe HavreLilleMarseilleColombesParisReimsStrasbourgToulouseGiải vô địch bóng đá thế giới 1938 (Pháp) | AntibesBordeauxLe HavreLilleMarseilleColombesParisReimsStrasbourgToulouseGiải vô địch bóng đá thế giới 1938 (Pháp) | Le Havre                |
| Sân vận động Meinau           | AntibesBordeauxLe HavreLilleMarseilleColombesParisReimsStrasbourgToulouseGiải vô địch bóng đá thế giới 1938 (Pháp) | AntibesBordeauxLe HavreLilleMarseilleColombesParisReimsStrasbourgToulouseGiải vô địch bóng đá thế giới 1938 (Pháp) | Sân vận động Thành phố  |
| Sức chứa: 30.000              | AntibesBordeauxLe HavreLilleMarseilleColombesParisReimsStrasbourgToulouseGiải vô địch bóng đá thế giới 1938 (Pháp) | AntibesBordeauxLe HavreLilleMarseilleColombesParisReimsStrasbourgToulouseGiải vô địch bóng đá thế giới 1938 (Pháp) | Sức chứa: 22.000        |
|                               | AntibesBordeauxLe HavreLilleMarseilleColombesParisReimsStrasbourgToulouseGiải vô địch bóng đá thế giới 1938 (Pháp) | AntibesBordeauxLe HavreLilleMarseilleColombesParisReimsStrasbourgToulouseGiải vô địch bóng đá thế giới 1938 (Pháp) |                         |
| Reims                         | Toulouse | Lille | Antibes                 |
| Vélodrome Municipal           | Sân vận động T.O.E.C.                                                                                              | Sân vận động Victor Boucquey                                                                                       | Sân vận động Fort Carré |
| Sức chứa: 21.684              | Sức chứa: 15.000                                                                                                   | Sức chứa: 15.000                                                                                                   | Sức chứa: 7.000         |
|                               | | |                         |

## Kết quả
|  | Round of 16            | Round of 16             |                         |      | Tứ kết        | Tứ kết        |                       |                       | Bán kết | Bán kết |  |  | Chung kết | Chung kết |
|  |                        |                         |                         |      |               |               |                       |                       |         |         |  |  |           |           |
|  | 5 tháng 6 - Marseilles |                         |                         |      |               |               |                       |                       |         |         |  |  |           |           |
|  |                        |                         |                         |      |               |               |                       |                       |         |         |  |  |           |           |
|  | Ý (hiệp phụ)           | 2                       |                         |      |               |               |                       |                       |         |         |  |  |           |           |
|  | Ý (hiệp phụ)           | 2                       | 12 tháng 6 – Paris      |      |               |               |                       |                       |         |         |  |  |           |           |
|  | Na Uy                  | 1                       |                         |      |               |               |                       |                       |         |         |  |  |           |           |
|  | Na Uy                  | 1                       | Ý                       | 3    |               |               |                       |                       |         |         |  |  |           |           |
|  | 5 tháng 6 - Paris      |                         | Ý                       | 3    |               |               |                       |                       |         |         |  |  |           |           |
|  |                        | Pháp                    | 1                       |      |               |               |                       |                       |         |         |  |  |           |           |
|  | Pháp                   | Pháp                    | 1                       | 3    |               |               |                       |                       |         |         |  |  |           |           |
|  | Pháp                   |                         | 16 tháng 6 – Marseilles | 3    |               |               |                       |                       |         |         |  |  |           |           |
|  | Bỉ                     | 1                       |                         |      |               |               |                       |                       |         |         |  |  |           |           |
|  | Bỉ                     | 1                       | Ý                       | 2    |               |               |                       |                       |         |         |  |  |           |           |
|  | 5 tháng 6 - Strasbourg |                         | Ý                       | 2    |               |               |                       |                       |         |         |  |  |           |           |
|  |                        | Brasil                  | 1                       |      |               |               |                       |                       |         |         |  |  |           |           |
|  | Brasil (hiệp phụ)      | Brasil                  | 1                       | 6    |               |               |                       |                       |         |         |  |  |           |           |
|  | Brasil (hiệp phụ)      | 12/6 và 14/6 - Toulouse |                         | 6    |               |               |                       |                       |         |         |  |  |           |           |
|  | Ba Lan                 | 5                       |                         |      |               |               |                       |                       |         |         |  |  |           |           |
|  | Ba Lan                 | 5                       | Brasil (đá lại)         | 1(2) |               |               |                       |                       |         |         |  |  |           |           |
|  | 5 tháng 6 - Le Havre   |                         | Brasil (đá lại)         | 1(2) |               |               |                       |                       |         |         |  |  |           |           |
|  |                        | Tiệp Khắc               | 1(1)                    |      |               |               |                       |                       |         |         |  |  |           |           |
|  | Tiệp Khắc (hiệp phụ)   | Tiệp Khắc               | 1(1)                    | 3    |               |               |                       |                       |         |         |  |  |           |           |
|  | Tiệp Khắc (hiệp phụ)   |                         | 19 tháng 6 - Paris      | 3    |               |               |                       |                       |         |         |  |  |           |           |
|  | Hà Lan                 | 0                       |                         |      |               |               |                       |                       |         |         |  |  |           |           |
|  | Hà Lan                 | 0                       | Ý                       | 4    |               |               |                       |                       |         |         |  |  |           |           |
|  | 5 tháng 6 - Reims      |                         | Ý                       | 4    |               |               |                       |                       |         |         |  |  |           |           |
|  |                        | Hungary                 | 2                       |      |               |               |                       |                       |         |         |  |  |           |           |
|  | Hungary                | Hungary                 | 2                       | 6    |               |               |                       |                       |         |         |  |  |           |           |
|  | Hungary                | 12 tháng 6 - Lille      |                         | 6    |               |               |                       |                       |         |         |  |  |           |           |
|  | Đông Ấn Hà Lan         | 0                       |                         |      |               |               |                       |                       |         |         |  |  |           |           |
|  | Đông Ấn Hà Lan         | 0                       | Hungary                 | 2    |               |               |                       |                       |         |         |  |  |           |           |
|  | 4/6 và 9/6 - Paris     |                         | Hungary                 | 2    |               |               |                       |                       |         |         |  |  |           |           |
|  |                        | Thụy Sĩ                 | 0                       |      |               |               |                       |                       |         |         |  |  |           |           |
|  | Thụy Sĩ (đá lại)       | Thụy Sĩ                 | 0                       | 1(4) |               |               |                       |                       |         |         |  |  |           |           |
|  | Thụy Sĩ (đá lại)       |                         | 16 tháng 6 - Paris      | 1(4) |               |               |                       |                       |         |         |  |  |           |           |
|  | Đức                    | 1(2)                    |                         |      |               |               |                       |                       |         |         |  |  |           |           |
|  | Đức                    | 1(2)                    | Hungary                 | 5    |               |               |                       |                       |         |         |  |  |           |           |
|  | 5/6 và 9/6 - Toulouse  |                         | Hungary                 | 5    |               |               |                       |                       |         |         |  |  |           |           |
|  |                        | Thụy Điển               | 1                       |      | Tranh hạng ba | Tranh hạng ba |                       |                       |         |         |  |  |           |           |
|  | Cuba (đá lại)          | Thụy Điển               | 1                       | 3(2) | Tranh hạng ba | Tranh hạng ba |                       |                       |         |         |  |  |           |           |
|  | Cuba (đá lại)          | 12 tháng 6 - Antibes    | 12 tháng 6 - Antibes    | 3(2) |               |               | 19 tháng 6 - Toulouse | 19 tháng 6 - Toulouse |         |         |  |  |           |           |
|  | România                | 12 tháng 6 - Antibes    | 12 tháng 6 - Antibes    | 3(1) |               |               | 19 tháng 6 - Toulouse | 19 tháng 6 - Toulouse |         |         |  |  |           |           |
|  | România                | Cuba                    | 0                       | 3(1) | Brasil        | 4             |                       |                       |         |         |  |  |           |           |
|  | 5 tháng 6 - Lyon       | Cuba                    | 0                       |      | Brasil        | 4             |                       |                       |         |         |  |  |           |           |
|  |                        | Thụy Điển               | 8                       |      | Thụy Điển     | 2             |                       |                       |         |         |  |  |           |           |
|  | Thụy Điển (xử thắng)   | Thụy Điển               | 8                       | 3    | Thụy Điển     | 2             |                       |                       |         |         |  |  |           |           |
|  | Thụy Điển (xử thắng)   |                         |                         | 3    |               |               |                       |                       |         |         |  |  |           |           |
|  | Áo                     | 0                       |                         |      |               |               |                       |                       |         |         |  |  |           |           |
|  | Áo                     | 0                       |                         |      |               |               |                       |                       |         |         |  |  |           |           |

### Vòng 16 đội
| Thụy Sĩ      | 1–1 (s.h.p.) | Đức         |
| ------------ | ------------ | ----------- |
| Abegglen 43' | Chi tiết     | Gauchel 29' |

| Hungary                                                       | 6–0    | Đông Ấn Hà Lan |
| ------------------------------------------------------------- | ------ | -------------- |
| Kohut 14' · Toldi 16' · Sárosi 25', 88' · Zsengellér 30', 67' | Report |                |

| Thụy Điển | 3–0 Xử thắng | Áo |
| --------- | ------------ | -- |
|           |              |    |

| Cuba                            | 3–3 (h.p.) | România                               |
| ------------------------------- | ---------- | ------------------------------------- |
| Socorro 44', 103' · Magriñá 69' | Chi tiết   | Bindea 35' · Barátky 88' · Dobay 105' |

| Pháp                           | 3–1      | Bỉ             |
| ------------------------------ | -------- | -------------- |
| Veinante 1' · Nicolas 16', 69' | Chi tiết | Isemborghs 38' |

| Ý                       | 2–1 (h.p.) | Na Uy       |
| ----------------------- | ---------- | ----------- |
| Ferraris 2' · Piola 94' | Chi tiết   | Brustad 83' |

| Brasil                                                 | 6–5 (h.p.) | Ba Lan                                                |
| ------------------------------------------------------ | ---------- | ----------------------------------------------------- |
| Leônidas 18', 93', 104' · Romeu 25' · Perácio 44', 71' | Chi tiết   | Scherfke 23' (ph.đ.) · Wilimowski 53', 59', 89', 118' |

| Tiệp Khắc                                | 3–0 (h.p.) | Hà Lan |
| ---------------------------------------- | ---------- | ------ |
| Košťálek 93' · Nejedlý 111' · Zeman 118' | Chi tiết   |        |

#### Đá lại
| Đức                                 | 2–4      | Thụy Sĩ                                        |
| ----------------------------------- | -------- | ---------------------------------------------- |
| Hahnemann 8' · Lörtscher 22' (l.n.) | Chi tiết | Walaschek 42' · Bickel 64' · Abegglen 75', 78' |

| Cuba                        | 2–1      | România   |
| --------------------------- | -------- | --------- |
| Socorro 51' · Fernández 57' | Chi tiết | Dobay 35' |

### Tứ kết
| Thụy Sĩ | 0–2      | Hungary                     |
| ------- | -------- | --------------------------- |
|         | Chi tiết | Sárosi 40' · Zsengellér 89' |

| Thụy Điển                                                                       | 8–0      | Cuba |
| ------------------------------------------------------------------------------- | -------- | ---- |
| H. Andersson 9', 81', 90' · Wetterström 32', 37', 44' · Keller 80' · Nyberg 84' | Chi tiết |      |

| Pháp          | 1–3      | Ý                            |
| ------------- | -------- | ---------------------------- |
| Heisserer 10' | Chi tiết | Colaussi 9' · Piola 51', 72' |

| Brasil       | 1–1 (h.p.) | Tiệp Khắc           |
| ------------ | ---------- | ------------------- |
| Leônidas 30' | Chi tiết   | Nejedlý 65' (ph.đ.) |

#### Đá lại
| Brasil                     | 2–1      | Tiệp Khắc   |
| -------------------------- | -------- | ----------- |
| Leônidas 57' · Roberto 62' | Chi tiết | Kopecký 25' |

### Bán kết
| Hungary                                                              | 5–1      | Thụy Điển |
| -------------------------------------------------------------------- | -------- | --------- |
| Jacobsson 19' (l.n.) · Titkos 37' · Zsengellér 39', 85' · Sárosi 65' | Chi tiết | Nyberg 1' |

| Ý                                 | 2–1      | Brasil    |
| --------------------------------- | -------- | --------- |
| Colaussi 51' · Meazza 60' (ph.đ.) | Chi tiết | Romeu 87' |

### Tranh hạng ba
| Thụy Điển                 | 2–4      | Brasil                                      |
| ------------------------- | -------- | ------------------------------------------- |
| Jonasson 28' · Nyberg 38' | Chi tiết | Romeu 44' · Leônidas 63', 74' · Perácio 80' |

### Chung kết
| Hungary                | 2–4      | Ý                                 |
| ---------------------- | -------- | --------------------------------- |
| Titkos 8' · Sárosi 70' | Chi tiết | Colaussi 6', 35' · Piola 16', 82' |

## Vô địch
| Vô địch World Cup 1938 Ý Lần thứ hai |

## Danh sách cầu thủ ghi bàn
| 7 bàn - Leônidas | 5 bàn - György Sárosi - Gyula Zsengellér - Silvio Piola | 4 bàn - Gino Colaussi - Ernest Wilimowski |

3 bàn
| - Perácio - Romeu - Héctor Socorro | - Harry Andersson - Arne Nyberg | - Gustav Wetterström - André Abegglen |

2 bàn
| - Oldřich Nejedlý | - Jean Nicolas - Pál Titkos | - Ștefan Dobay |

1 bàn
| - Henri Isemborghs - Roberto - Tomás Fernández - José Magriñá - Vlastimil Kopecký - Josef Košťálek - Josef Zeman - Oscar Heisserer | - Émile Veinante - Josef Gauchel - Wilhelm Hahnemann - Vilmos Kohut - Géza Toldi - Pietro Ferraris - Giuseppe Meazza - Arne Brustad | - Fryderyk Scherfke - Iuliu Barátky - Silviu Bindea - Tore Keller - Sven Jonasson - Alfred Bickel - Eugen Walaschek |

phản lưới nhà
- Sven Jacobsson (trong trận gặp  Hungary)
- Ernst Lörtscher (trong trận gặp  Đức)

## Bảng xếp hạng giải đấu
| Hạng                  | Đội            | Tr | T | H | B | BT | BB | HS  | Điểm |
| --------------------- | -------------- | -- | - | - | - | -- | -- | --- | ---- |
| 1                     | Ý              | 4  | 4 | 0 | 0 | 11 | 5  | +6  | 8    |
| 2                     | Hungary        | 4  | 3 | 0 | 1 | 15 | 5  | +10 | 6    |
| 3                     | Brasil         | 4  | 2 | 1 | 1 | 12 | 10 | +2  | 5    |
| 4                     | Thụy Điển      | 3  | 1 | 0 | 2 | 11 | 9  | +12 | 2    |
| Bị loại ở tứ kết      |                |    |   |   |   |    |    |     |      |
| 5                     | Tiệp Khắc      | 2  | 1 | 1 | 0 | 4  | 1  | +3  | 3    |
| 6                     | Pháp           | 2  | 1 | 0 | 1 | 4  | 4  | 0   | 2    |
| 7                     | Thụy Sĩ        | 2  | 0 | 1 | 1 | 1  | 3  | −2  | 1    |
| 8                     | Cuba           | 2  | 0 | 1 | 1 | 3  | 11 | −18 | 1    |
| Bị loại ở vòng 16 đội |                |    |   |   |   |    |    |     |      |
| 9                     | România        | 1  | 0 | 1 | 0 | 3  | 3  | 0   | 1    |
| 10                    | Đức            | 1  | 0 | 1 | 0 | 1  | 1  | 0   | 1    |
| 11                    | Ba Lan         | 1  | 0 | 0 | 1 | 5  | 6  | −1  | 0    |
| 12                    | Na Uy          | 1  | 0 | 0 | 1 | 1  | 2  | −1  | 0    |
| 13                    | Bỉ             | 1  | 0 | 0 | 1 | 1  | 3  | −2  | 0    |
| 14                    | Hà Lan         | 1  | 0 | 0 | 1 | 0  | 3  | −3  | 0    |
| 15                    | Đông Ấn Hà Lan | 1  | 0 | 0 | 1 | 0  | 6  | −6  | 0    |